# Friends (álbum de The Beach Boys)
Friends é o décimo quarto álbum de estúdio e o único álbum de inéditas lançado pela banda de rock americana The Beach Boys em 1968. 
Primeiro álbum do Beach Boys a ser lançado somente em estéreo, Friends foi lançado em Junho e só atingiu # 126 nas paradas americanas, indicando que a banda já não era tão popular em seu país. Seu lançamento no Reino Unido, mais tarde, foi bem mais popular, alcançando # 13. Apesar do pouco sucesso, Friends define a maturidade artística dos Beach Boys em grupo como um todo, e é considerado como uma das maiores obras primas da banda pela sua diversidade melódica, harmônica e instrumental. 
Friends é agora emparelhado em CD com 20/20 e faixas bônus desse período. 

## História
Quando o trabalho do álbum começou em fevereiro de 1968, Mike Love, um recém-convertido a meditação transcendental, partiu em uma viagem de duas semanas à Índia (ao lado de The Beatles e Donovan) para estudar TM (sigla em inglês para Meditação Transcendental) com seu novo mestre, Maharishi Mahesh Yogi. Em sua ausência, os Beach Boys restantes, Brian Wilson, Dennis Wilson, Carl Wilson, Al Jardine e Bruce Johnston (agora um membro oficial), gravaram a maior parte do disco junto com membros selecionados da The Wrecking Crew.
Friends foi o primeiro álbum dos Beach Boys a ter importante contribuição de Dennis Wilson, "Little Bird" e "Be Still". A primeira incorporou elementos de "Child Is The Father Of The Man", uma canção, então inédita, do abortado Smile. 
Embora a produção tenha sido creditada ao grupo como um todo, este foi último álbum da banda até 1976, a caracterizar Brian Wilson como força criativa dominante, escrevendo ou co-escrevendo cada canção, à exceção de "Be Still", contribuindo ativamente e participando nas sessões de gravação.
Em meados de março, Mike Love retornou de seu retiro espiritual e contribuiu para as sessões vocais subseqüentes, na breve "Meant for You", que abre o álbum, e na subestimada "Anna Lee, the Healer", que é, em realidade, uma curandeira espiritual e não uma massagista como foi alegado (que foi Marcella, em Carl And The Passions - So Tough). Quase imediatamente, os Beach Boys embarcaram em duas turnês pelos Estados Unidos. Uma com o Strawberry Alarm Clock, e outra, mais controversa, com Maharishi Mahesh Yogi. Ambas foram fracassos comerciais e foram rapidamente canceladas (principalmente depois que compareceram apenas 200 pessoas em um show em Nova York).

## Faixas
Lado A
1. "Meant for You" (Brian Wilson/Mike Love) – 0:38
  - Mike Love nos vocais
2. "Friends" (Brian Wilson/Carl Wilson/Dennis Wilson/Al Jardine) – 2:30
  - Carl Wilson nos vocais
3. "Wake the World" (Brian Wilson/Al Jardine) – 1:28
  - Brian Wilson e Carl Wilson nos vocais
4. "Be Here in the Mornin'" (Brian Wilson/Carl Wilson/Mike Love/Dennis Wilson/Al Jardine) – 2:16
  - Alan Jardine [sped-up], Brian Wilson e Carl Wilson nos vocais
5. "When a Man Needs a Woman" (Brian Wilson/Dennis Wilson/Carl Wilson/Al Jardine/Steve Korthof/Jon Parks) – 2:06
  -  Brian Wilson nos vocais
6. "Passing By" (Brian Wilson) – 2:23
  - Brian Wilson e Al Jardine nos vocais

Lado B
1. "Anna Lee, the Healer" (Brian Wilson/Mike Love) – 1:51
  -  Mike Love nos vocais
2. "Little Bird" (Dennis Wilson/Steve Kalinich/Brian Wilson) – 1:57
  - Dennis Wilson nos vocais
3. "Be Still" (Dennis Wilson/Steve Kalinich) – 1:22
  - Dennis Wilson nos vocais
4. "Busy Doin' Nothin'" (Brian Wilson) – 3:04
  - Brian Wilson nos vocais
5. "Diamond Head" (Al Vescovo/Lyle Ritz/Jim Ackley/Brian Wilson) – 3:37
  - Instrumental
6. "Transcendental Meditation" (Brian Wilson/Mike Love/Al Jardine) – 1:49
  - Brian Wilson e Alan Jardine nos vocais

## Edições Estrangeiras
A versão australiana de Friends tinha "Good Vibrations" substituindo "Diamond Head", no lado B. 
O lançamento japonês de Friends colocou "Do It Again", como a primeira música do Lado B.

## Singles
- "Friends" b/w "Little Bird" (Capitol 2160), 8 de abril de 1968 US #47 ; UK #25
- "Wake the World", como o lado B de "Do It Again"

## Ligações Externas
- Friends lyrics
- Article by Matthew Asprey